# Эпаноми
Эпаноми́ (греч. Επανομή, до 1940 года — Επανωμή) — город в северной Греции, пригород Салоник. Исторический центр общины Термаикос в периферийной единице Салоники в периферии Центральная Македония. Расположен на высоте 50 м над уровнем моря, на юго-восточном побережье залива Термаикос, в 9 км к югу от города Перея, в 27 км к югу от центра Салоник и в 15 км юго-западнее Международного аэропорта «Македония». Площадь 78,716 км². Население 8979 человек по переписи 2011 года.

## История
В период Второй Греческой республики Коммунистическая партия Греции организовала в Эпаноми крестьянскую конференцию, на которой присутствовали десятки делегатов, выбранных на совещаниях и митингах по деревням. В Эпаноми был создан крестьянский союз. Крестьянский союз организовал в Эпаноми митинг и демонстрацию, в которых участвовало более 500 крестьян, против повинностей и штрафов, установленных местным управлением, находящимся в руках сторонников аграрной партии.

## Население
| Год  | Население, человек |
| ---- | ------------------ |
| 1991 | 5365               |
| 2001 | 6885               |
| 2011 | ↗ 8979             |